# Gmina Saku
Gmina Saku (est. Saku vald) – gmina wiejska w Estonii, w prowincji Harju.
W skład gminy wchodzą:
- 2 miasteczka: Kiisa, Saku
- 20 wsi: Jälgimäe, Juuliku, Kajamaa, Kasemetsa, Kirdalu, Kurtna, Lokuti, Männiku, Metsanurme, Rahula, Roobuka, Saue, Saustinõmme, Sookaera-Metsanurga, Tänassilma, Tagadi, Tammejärve, Tammemäe, Tõdva, Üksnurme.